# 1867 en philosophie
Chronologie de la philosophie
- 1863
- 1864
- 1865
- 1866
- 1867
- 1868
- 1869
- 1870
- 1871

L’année 1867 a été marquée, en philosophie, par les événements suivants :

## Publications
- Le Capital. Critique de l'économie politique, de Karl Marx, ce premier tome est consacré au développement de la production capitaliste.

## Naissances
- 8 février : Max Dessoir, philosophe allemand, mort en 1947.
- 15 août : Anathon Aall, philosophe norvégien, mort en 1943.

## Décès
- 14 janvier : Victor Cousin, philosophe et homme politique français, né en 1792.